# Aeroporto di Furnace Creek
L'Aeroporto di Furnace Creek (in inglese Furnace Creek Airport) è un aeroporto pubblico posto a 1,2 km (0,75 mi) ad ovest di Furnace Creek nella Valle della Morte che serve la Contea di Inyo in California.
L'aeroporto occupa una superficie di 40 acri (pari a 16 ettari) ed è dotato di una pista.
È posto ad un'altitudine di 64 metri sotto il livello del mare ed è l'aeroporto con la minore altitudine del Nord America.

## Storia
Il campo di volo originale, conosciuto come Furnace Creek Emergency Landing Field venne costruito circa nel 1942 dal dipartimento della guerra.
Servì come struttura di atterraggio di emergenza e venne abbandonato dopo la fine della guerra nel 1945.
L'attuale aeroporto aprì nel maggio del 1953 circa ad un miglio ad ovest della struttura originaria.